# Mode Halfbrite

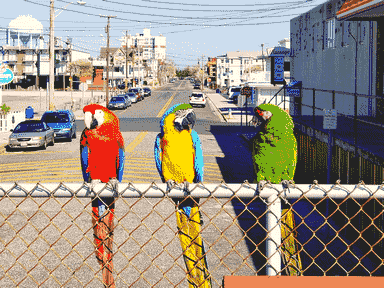
Mode normal 32 couleurs

Le mode Extra Half-Brite (EHB) est un mode graphique de l'ordinateur Commodore Amiga. Il utilise six plans de bits, c’est-à-dire 6 bits par pixel, où les cinq premiers bits représentent l'index d'une couleur dans une palette de 32 couleurs (2⁵). Le sixième bit indique que la couleur est celle de la palette indiquée par les cinq premiers bits mais avec une intensité lumineuse divisée de moitié. L'artifice est nécessaire car les palettes Amiga étaient limitées à 32 couleurs pour les machines équipées du chipset original de l'Amiga, l'OCS. Cette limitation n'était plus d'actualité avec le chipset AGA. L'avantage du mode halfbrite est de disposer au total de 64 pseudo couleurs si la palette de base est judicieusement choisie en utilisant au mieux le matériel.
Certains des premiers Amiga 1000 vendus aux États-Unis n'avaient pas de mode EHB.
Le mode Halfbrite fut peu utilisé car les performances de la machine en 6 plans de bits étaient moindres qu'avec 4 ou 5 bits par pixels. De plus les copperlists remplissaient souvent facilement les besoins des jeux vidéo et rendaient ce type de mode graphique peu utile.
Les jeux Lionheart, dans les niveaux de type "caverne" et Desert Strike: Return to the Gulf sont des exemples de jeux utilisant ce mode.